# 杨魁孚
杨魁孚（1940年5月—），男，辽宁海城人，中华人民共和国政治人物，曾任国家计划生育委员会副主任，第十届全国政协委员。